# مبالاکس
مبالاکس یا مبالاخ رقص‌موسیقی محبوب ملی سنگال و گامبیا است. در دهه ۱۹۷۰، مبالاکس به عنوان صدای متمایزی در سنگال پسااستعماری ظهور کرد. این نوع رقص از تلفیقی از نوازندگی سابار بومی وولوف با موسیقی عامه‌پسند عمدتاً از دیاسپورای آفریقا و موسیقی عامه‌پسند آفریقایی و تا حدی پاپ غربی و آفروپاپ برگرفته شده‌است.
«نمونه‌هایی از این رقص‌ها عبارتند از: هواکش (پنکه برقی، که حرکت باسن را که به‌طور اشاره‌ای می‌چرخاند)؛ خاج بی («سگ» که در آن رقصنده پای خود را به تقلید از سگ بلند می‌کند)؛ moulaye. چیگین (که شامل حرکات لگن و زانو است که کاملاً با شکستن سابار منطبق است) و اخیراً جلکتی (رقصی که در آن بازوها که در آرنج خم شده‌اند به صورت موازی از چپ به راست حرکت می‌کنند). همه این رقص‌های رقص با شکست‌های سابر مرتبط هستند و برخی (مانند طوران تج) حتی به خاطر یادگاری آوازی ریتم سابر که همراه آن‌ها هستند، نام‌گذاری شده‌اند.» 
- یوسو ندور
- حبیب فی
- تیون سک و رام دان
- عمر پنه و سوپر دیامونو
- یوسفا نگوم
- پاپ دیوف
- آلیون امبای ندر
- ویوین ندور
- کومبا گاولو
- تیتی
- اسماعیل لو